# Iscadia schildei
Iscadia schildei är en fjärilsart som beskrevs av Heinrich Benno Möschler 1890. Iscadia schildei ingår i släktet Iscadia och familjen trågspinnare. Inga underarter finns listade i Catalogue of Life.